# 불효 베이베
〈불효 베이베〉(일본어: 親不孝ベイベー)는 일본의 걸 그룹 에비스 마스캇츠가 발표한 7번째 싱글 앨범이다. 해당 싱글앨범에서부터 센터 제도가 도입되었으며 이로 인해서 마스캇츠 최초로 센터가 기용된 곡이다. 2012년 5월 10일 방송된 《오네다리 마스캇토SP!》에서 AKB48의 프로듀서 아키모토 야스시를 패러디한 아키파이라는 인물이 주관하는 가운데, 멤버들이 센터 자리를 놓고 경쟁했다. 최종 후보로서 루카와 리나, 요시자와 아키호, 하츠네 미노리가 선정되었고, 결과적으로 루카와 리나가 최종 선택되었다. 싱글 앨범은 2012년 6월 27일 발매되었다.
싱글은 통상판 1장과 초회한정판 3종으로 총 4장이 발매되었다. 초회한정판은 A, B, C라는 이름으로 각기 다른 커플링곡을 담고 있으며, 수록된 곡은 순서대로 〈두근두근 수학여행〉, 〈구구 댄스〉, 〈택시 음두〉였다. 통상판은 세 곡중 〈택시 음두〉를 싣고있다.
한편, 싱글은 오리콘 주간 싱글 차트 8위를 기록했다.

## 수록곡

### 초회한정판A
- 초회한정판A에는 부록으로 〈불효 베이베〉의 뮤직비디오가 들어있는 DVD가 동봉되어있다. 커플링 곡은 오구라 하루카, 요시자와 아키호, 카스미 카호, 키시 아이노, 하츠네 미노리로 구성된 유닛 〈교토 수학여행 올스타즈〉가 불렀다.

| #            | 제목                                         | 작사         | 작곡         | 편곡         | 재생 시간 |
| ------------ | -------------------------------------------- | ------------ | ------------ | ------------ | --------- |
| 1.           | 〈〈불효 베이베〉〉 (親不孝ベイベー)         | Maccoi       | Jam & Lice   | Jam & Lice   | 5:06      |
| 2.           | 〈〈두근두근 수학여행〉〉 (ドキドキ修学旅行) | Maccoi       | Jam & Lice   | Jam & Lice   | 3:59      |
| 3.           | 〈〈불효 베이베〉〉 (original karaoke)       | Maccoi       | Jam & Lice   | Jam & Lice   | 5:06      |
| 4.           | 〈〈두근두근 수학여행〉〉 (original karaoke) | Maccoi       | Jam & Lice   | Jam & Lice   | 3:57      |
| 총 재생 시간 | 총 재생 시간                                 | 총 재생 시간 | 총 재생 시간 | 총 재생 시간 | 18:08     |

### 초회한정판B
- 초회한정판B에는 부록으로 〈구구 댄스〉의 뮤직비디오가 들어있는 DVD가 동봉되어있다. 커플링 곡은 센터 나가사쿠 아이리와 함께 사토미 유리아, 아오이 소라, 오가와 아사미, 쿠리야마 무이의 5명으로 구성된 유닛 〈나가사쿠 아이리 with 팟파라걸즈〉가 불렀다.

| #            | 제목                                   | 작사         | 작곡         | 편곡         | 재생 시간 |
| ------------ | -------------------------------------- | ------------ | ------------ | ------------ | --------- |
| 1.           | 〈〈불효 베이베〉〉 (親不孝ベイベー)   | Maccoi       | Jam & Lice   | Jam & Lice   | 5:06      |
| 2.           | 〈〈구구 댄스〉〉 (九九ダンス)         | Maccoi       | Jam & Lice   | Jam & Lice   | 5:04      |
| 3.           | 〈〈불효 베이베〉〉 (original karaoke) | Maccoi       | Jam & Lice   | Jam & Lice   | 5:04      |
| 4.           | 〈〈구구 댄스〉〉 (original karaoke)   | Maccoi       | Jam & Lice   | Jam & Lice   | 5:02      |
| 총 재생 시간 | 총 재생 시간                           | 총 재생 시간 | 총 재생 시간 | 총 재생 시간 | 20:17     |

### 초회한정판C/통상판
- 초회한정판C에는 부록으로 〈택시 음두〉의 뮤직비디오가 들어있는 DVD가 동봉되어있다. 커플링 곡은 Rio, 아사미 유마로 구성된 유닛 〈에비스 로타리 자매〉가 불렀다. 초회한정판C와 통상판은 뮤직비디오의 유무에 차이가 있으며, 이를 제외하면 모두 동일하다.

| #            | 제목                                   | 작사         | 작곡         | 편곡         | 재생 시간 |
| ------------ | -------------------------------------- | ------------ | ------------ | ------------ | --------- |
| 1.           | 〈〈불효 베이베〉〉 (親不孝ベイベー)   | Maccoi       | Jam & Lice   | Jam & Lice   | 5:05      |
| 2.           | 〈〈택시 음두〉〉 (タクシー音頭)       | Maccoi       | Jam & Lice   | Jam & Lice   | 4:00      |
| 3.           | 〈〈불효 베이베〉〉 (original karaoke) | Maccoi       | Jam & Lice   | Jam & Lice   | 5:04      |
| 4.           | 〈〈택시 음두〉〉 (original karaoke)   | Maccoi       | Jam & Lice   | Jam & Lice   | 3:57      |
| 총 재생 시간 | 총 재생 시간                           | 총 재생 시간 | 총 재생 시간 | 총 재생 시간 | 18:08     |

## 같이 보기
- 에비스 마스캇츠
- 에비스 마스캇츠의 콘서트 투어 목록
- 오네다리 마스캇토SP!

### 주해주
1. ↑  아키모토(秋元)에서 1획을 제거해 아키파이(秋π)였다.

### 참조주
1. ↑  《오네다리 마스캇토SP!》. 시즌 5. 제 32회. 2012년 5월 10일.
2. ↑  “親不孝ベイベー(初回盤A)” (일본어). 오리콘. 2015년 10월 25일에 원본 문서에서 보존된 문서. 2015년 10월 25일에 확인함.
3. ↑  “親不孝ベイベー(初回盤B)” (일본어). 오리콘. 2015년 10월 25일에 원본 문서에서 보존된 문서. 2015년 10월 25일에 확인함.
4. ↑  “親不孝ベイベー(初回盤C)” (일본어). 오리콘. 2015년 10월 25일에 원본 문서에서 보존된 문서. 2015년 10월 25일에 확인함.
5. 1 2  “親不孝ベイベー” (일본어). 오리콘. 2015년 10월 25일에 원본 문서에서 보존된 문서. 2015년 10월 25일에 확인함.